# Юдит обезглавява Олоферн (Артемизия Джентилески)
„Юдит обезглавява Олоферн“ (на италиански: Giuditta che decapita Oloferne) е картина на италианската художничка Артемизия Джентилески от 1612 – 1613 г. Картината (125,5 х 158,8 см) е изложена в Зала 87 на Национален музей „Каподимонте“ в Неапол, Италия. Използваната техника е маслени бои върху платно.
Картината се нарежда сред най-великите караваджистки прояви на Сейченто (XVII век), превръщайки се в икона и символ на художествената дейност на художничката, която всъщност рисува творбата малко след преживяно сексуалното насилие. Ранните феминистки критици тълкуват картината като форма на визуално отмъщение след изнасилването на Джентилески от Агостино Таси през 1611 г.; по подобен начин много други историци на изкуството виждат картината в контекста на нейното постижение в изобразяването на силни жени.
Съществува и втора версия на същата тема от ок. 1613 – 1621 г., която сега се съхранява в Галерия „Уфици“ във Флоренция, завършена около осем години след тази в Неапол.

## История
Платното е нарисувано веднага след процеса срещу Агостино Таси за изнасилването на Артемизия, проведен през 1612 г. Процесът е заведен от бащата на Артемизия, Орацио Джентилески в края на февруари 1612 г. в Рим. Орацио е художник от пизански произход по това време, активен в Рим, а Таси е пейзажист, наскоро пристигнал в града, който си сътрудничи с Орацио и обичайно посещава дома му. Обвинението е в изнасилване, извършено поне година по-рано от него, на Артемизия Джентилески. Историята е премълчавана дълго време; когато Джентилески най-накрая решава да подаде жалба, събитието предизвиква множество слухове, дотолкова, че на няколко пъти процесът се превръща в инструмент за оклеветяване на Артемизия, която, гледана с подозрение, че е мълчала толкова дълго, се счита за съгласна със случилото се.
Няма сигурни данни за поръчването на творбата, нито за точния момент, в който е създадена.
Повечето от критиците смятат, че картината може да бъде датирана около 1612 г.: в това отношение остава да се установи дали творбата може да се идентифицира с онази Юдит със способно величие, която по онова време вече е дарена от художничката на Таси и която отива у тогавашния папски интендант Козимо Куорли, преди Орацио Джентилески да поиска връщането ѝ след победата на съдебното дело.
Друга част от по-съвременните критици (2016) вместо това издига хипотезата, че искането за картината е направено през 1617 г. от Лаура Корсини, съпруга на композитора Якопо Корси, като плащане от 140 лири, направено от дамата в полза на Джентилески за Юдит, която едва по-късно е отнесена в семейния феод в Каяцо, от където след това преминава от наследник на наследник и стига до неаполитанския музей.
Независимо от точната датировка на картината тя във всеки случай е завършена между престоя на Джентилески в Рим и Флоренция (1612-1617), където Артемизия отива на вълната на процеса в търсене на тихо място, далеч от светлините на прожекторите.
Макар това платно да е първата версия на картината и да е било нарисувано непосредствено след повдигнатия срещу процеса за изнасилване, тя е с по-малки размери и с цветове, различни от тези на втората версия, изложена в Уфици.
Именно поради хронологичната близост до съдебния процес някои историци на изкуството предпочитат да видят в сцената на ужасното насилие желанието на авторката за отмъщение за преживяното изнасилване.
Темата за Юдит, обезглавяваща Олоферн, е възпроизведена с вариации от Артемизия около 1620 г.: тази творба е поръчана от Козимо II Медичи и сега се намира в Галерия „Уфици“ във Флоренция. Перипетиите на неаполитанската Юдит не са известни. Със сигурност се знае, че е била изрязана от лявата страна в по-късен период, вероятно за да се придаде повече централно място на сцената, а може би и в горния ръб. Идеята за това каква може да е била оригиналната композиция може да се изведе от древно копие на оригиналната картина от Дворец Дзамбекари (където се съобщава през 18 век) и сега се съхранява в Нациоалната пинакотека на Болоня.
През 1916 г. Роберто Лонги връща собствеността върху платното на Артемизия Джентилески, въпреки че критиците погрешно смятат, че то е копие на варианта от Флоренция. Това последно съображение е окончателно преобърнато благодарение на проучванията, извършени върху двете платна през последната четвърт на 20 век от Мери Гарард.
Платното се появява в частната колекция на Саверия де Симоне през 19 век, когато е закупено през 1827 г. за Колекцията на Бурбоните, където на този етап работата дори е възложена на Караваджо (макар и без да се намери единодушно съгласие сред критиците от 19 век), и е донесено първо в Кралския музей на Бурбоните, а след това в Музей „Каподимонте“, където се намира и до днес.

## Описание

### Предмет
Младата тогава художничка избира да представи сцената на обезглавяването на Олоферн, а не момента на бягството на двете жени, като последната тема е по-популярна сред другите художници от онова време. Изобразеният момент обаче не е съвсем нов: около десет години по-рано именно Караваджо в неговата версия за колекцията на Отавио Коста диктува каноните на това, което ще стане една от най-представителните картини в каталога му и като цяло една от темите, които най-често се заемат от бъдещите поколения художници.
Картината е взета от библейския епизод, разказан в апокрифната Книга на Юдит от Стария завет, където младата, красива и героична израилтянка Юдит убива генерала Олоферн, който държи град Бетулия под обсада по време на цар Навуходоносор II. Изобразената сцена е тази на обезглавяването на Олоферн с ятаган от Юдит, която иска да спаси собствения си народ от чуждо господство, докато слугинята Абра държи вражеския генерал неподвижен, докато той се опитва да се съпротивлява.
Платното заема трите героя на преден план, доминирани от подчертано светлосенки, което прави картината едно от най-високите изображения на Ранния караваджизъм. Прислужницата е в червени дрехи и се бие с лежащия на леглото Олоферн, докато Артемизия с меч, богато украсен на дръжката, вероятно ще обезглави мъжа. Белотата на чаршафите на леглото, на което лежи Олоферн, контрастира с мрачната сценография, макар и обилно изцапана от кръвта, обилно течаща от собствения му врат.

### Разлики с „Юдит“ на Караваджо
Картината на Артемизия предизвиква влиянието на Юдит (Палацо Барберини, Рим) на Караваджо (въпреки че разрезът на картината тук е вертикален, докато в този на Караваджо е хоризонтален). Това е видно не само в грубостта на обезглавяването, но и в позата на библейската героиня, протегнала две ръце до такава степен, че е трудно да се помисли, че художничката не е познавала тази творба въпреки ограничените си възможности да изследва Рим (също и защото е жена).
Новаторската „особеност“ на картината на Каподимонте в сравнение с тази на Караваджо се намира в отношенията на солидарност между Юдит и слугинята, която в този път случай е изобразена млада, за разлика от варианта на Кариваджо, и почти на същата възраст като Юдит.
В картината на Джентилески слугинята играе изключителна роля по отношение на класическата иконография, в която, за разлика от тук, тя винаги изглежда пасивна и с кошница в ръка, очакваща да получи главата на мъжа, в съответствие с историческите източници, според които всъщност Юдит успява да обезглави Олоферн, без да има нужда от битка между страните, хващайки пияния генерал крадешком. Тази особеност е разчетена от критиците като ясна препратка към личната история на художничката, която всъщност обвинява наемателката Туция, че не е помогнала по време на изнасилването ѝ и че е лъжесвидетелствала в съда, където тя дава неблагоприятни за Джентилески показания.

### Разлика с варианта в Уфици
Платното на Неапол се появява с по-ясна светлосянка и по-драматични и тъмни цветове от версията от 1620 г. в Уфици (Флоренция), която вместо това вече отразява типичната яркост на флорентинската живопис, усвоена от художничката след заминаването ѝ от Рим. 
Освен че героите са изобразени в по-ограничено поле на действие, картината на Неапол е и с по-малък размер (поради изрязването на платното от лявата страна, вероятно за да се централизира фокусът на композицията, направено посмъртно след реализацията на картината може би между XVIII и XIX век) в сравнение с втората флорентинска версия, която вместо това е подредена върху по-дълго поле с по-спокойно сценично представяне като цяло.
Стилистичните и психологическите анализи на творбата в Неапол позволяват да се определи нейното първородство по отношение на варианта днес във Флоренция.
На първо място живописната простота, с която е замислено платното на Неапол и същевременно драматизмът, с който е демонстриран моментът на отсичането на главата на Олоферн, доказват емоционалната обусловеност, която художничката изпитва в този период, именно поради хронологическа близост, която има между самата картина и претърпяното от нея сексуално насилие. Това кара някои историци на изкуството да вярват, че изразената грубост е резултат от желанието на Артемизия за отмъщение на човека, отговорен за насилието.  Освен това в платното от Неапол двете главни героини са изобразени с най-насъщните дрехи (въпреки че тези на Юдит са по-благородни от тези на слугинята), лишени от всякакъв вид аксесоари, докато в този на Уфици платното не изглежда като резултат от редакция „по корема" на художничката, но с известна рационалност, въпреки че поръчката е отправена от Козимо II Медичи – човек с утвърдено и добре известно богатство, главните герои на флорентинската картина са нарисувани вероятно също с цел да се подпомогне и задоволи вкусът на известния клиент, богати на декорации (бродерии, дантели, гривни, фини прически). Тези детайлни елементи, които могат да се видят във флорентинската версия, демонстрират качество на изпълнение, възприето от художничката, което също е доказателство за това как Артемизия е усъвършенствала своя живописен стил през годините, но в същото време и по-малко емоционално участие в представянето на сцената.
Благодарение на рентгеновите изследвания, направени от Мери Гарард върху работата в Неапол, е възможно да се потвърди казаното по-рано и следователно, че версията днес в Музея Каподимонте със сигурност е първата от Юдитите на Артемизия (независимо дали е с дата 1612 или 1617 г.). Всъщност е възможно да се подчертаят множество вторични мисли и различни модификации, направени от художничката по време на изграждането – характеристики, които напълно липсват в платното от Флоренция, което вместо това е нарисувано без какъвто и да е вид корекция, сякаш е било замислено върху вече предварително създаден проект.